# Yelena Maciel
Yelena Carolina del Valle Maciel Vera (Mérida, Venezuela, 29 de octubre de 1988) es  venezolana.

## Biografía
La actriz Yelena Maciel aprendió las técnicas necesarias para abrirse paso en el mundo artístico en la Academia de Marjorie Flores y Mary Cortéz.  
Maciel comenzó su carrera en la serie de la cadena RCTV, Trapos íntimos en 2002, donde tomó las riendas de un personaje llamado María de Lourdes Lobo. 
Tuvo su segunda oportunidad en la pequeña pantalla comenzando el 2004, en ¡Qué buena se puso Lola!, allí interpretó a Anita, una joven retraída a causa de una cicatriz en el rostro, que al final consigue el amor en Romerito Santos, personaje interpretado por Manuel Sosa.  
Seguidamente, fue contactada para otra producción del mismo canal, llamada Amantes, donde junto a Reinaldo Zavarce haría la pareja protagónica juvenil.  
Sus estudios prosiguieron en la Academia de Ralph Kinared, luego se trasladó a España y tomó clases actorales en La Bobina. Para el 2006, Maciel continúa de la mano de RCTV e integra el elenco de Y los declaro marido y mujer, en el cual sería Lali, una jovencita rebelde que debe readaptarse a su cotidianidad luego de vivir largo tiempo en Europa. Más tarde, actuó en Nadie me dirá cómo quererte y Pensión Amalia.  
En el año 2011, Venevisión le da la bienvenida a para ser parte del reparto de la telenovela La viuda joven, donde bajo el apodo La Pelusa, personaje con su historia de amor junto a Carlos Felipe Álvarez.  
Además, Yelena se ha destacado en el teatro infantil y familiar, siendo parte de la recreación de obras como El Rey David, Hércules, La Fiesta del Fin del Mundo, La Navidad de Lucy y más recientemente La Caja Musical. La excelente labor de Yelena la ha hecho merecedora de reconocimientos, que avalan junto al apoyo del público su profesionalismo, alguno de ellos han sido: Mara de Oro como Actriz Revelación 2006, Mara de Oro como Actriz de Reparto 2007 y Mara Internacional 2011. 

### Vida privada
En septiembre del 2011 se casa con el actor Jonathan Montenegro. En 2012 nació su primera hija Emily Montenegro Maciel. Para el 24 de junio de 2014 se confirma el divorcio con Jonathan Montenegro.

## Televisión
| Año       | Título                       | Rol                                              |
| --------- | ---------------------------- | ------------------------------------------------ |
| 2018      | Corazón traicionado          | Lorena García                                    |
| 2017      | La precursora                | María Teresa de Acosta y Blanco                  |
| 2015      | Escándalos                   | Sarahil Fadoul Yadhir                            |
| 2011      | La viuda joven               | Luna Sosa / Ruth Luna "La Pelusa"                |
| 2008/2009 | Nadie me dirá cómo quererte  | Isabel "Isabelita" Pérez                         |
| 2006      | Y los declaro marido y mujer | Eulalia "Lali" Spert Mujica                      |
| 2005      | Amantes                      | Teresa Rivera                                    |
| 2004      | ¡Qué buena se puso Lola!     | Anita                                            |
| 2002      | Trapos íntimos               | María de Lourdes "Mariló" Lobo Santacruz Andueza |

## Teatro
- Hércules  (2011)
- La fiesta del fin del mundo (2011)
- La navidad de Lu  (2011)
- El Rey David (2011)